# Paraserianthes lophantha
Acacia lophanta é uma espécie de leguminosa do gênero Acacia, pertencente à família Fabaceae.